# Arbusto Energy
 (juin 2021).
Arbusto Energy (aussi dénommée Arbusto Oil) est une société de pétrole et d'énergie formée au Midland, Texas, en 1979, par l'ex-président des États-Unis, George W. Bush et un groupe d'investisseurs qui comprenaient Dorothy Bush, Lewis Lehrman, William Henry Draper III, Bill Gammell, et James R. Bath. Le chef de la compagnie de la direction financière était K. Michael Conaway, maintenant un membre du Congrès des États-Unis dans l’état du Texas.

## Controverse
Il a été révélé plus tard que James R. Bath a fait un investissement de 50 000 $ alors qu'il représentait Salem ben Laden du Saudi Binladin Group. Ce fait a suscité la controverse après les attentats du 11 septembre 2001 car Salem ben Laden était un ancien, demi-frère d'Oussama ben Laden, qui est soupçonné d'avoir planifié et financé les attentats. 
Après la mort de Salem ben Laden, dans un accident d'avion en 1988 au Texas, ses intérêts dans Arbusto (avec d'autres actifs du Groupe Binladin), sont passés à Khalid Bin Mahfouz.
En 1982, Arbusto  transforme le nom en Bush Exploration, un an après que George Bush soit devenu vice-président. Un ami de la famille Bush, Philip Uzielli, investit 1 million de dollars en 1982 en échange d'une participation de 10 % dans Bush Exploration, à un moment où toute la compagnie est évaluée à moins de 400 000 $. Comme approche un nouvel effondrement financier en septembre 1984, Bush Exploration fusionne avec Spectrum 7 Energy Corp, une société détenue par William DeWitt, Jr et Mercer Reynolds. Bush, devenu président, est chef de la direction de Spectrum 7.
En 1985, Spectrum 7 a enregistré une perte nette de 1,5 million de dollars et a été acheté en 1986 pour 2,2 millions de dollars par Harken Energy, avec le président Bush qui se joint au conseil d'administration et dans le comité de vérification des finances.
En janvier 1990 avec la société dans le même état que ses incarnations précédentes, il a obtenu un contrat pour forer du pétrole brut au large des côtes de Bahreïn. Un geste qui a choqué  l'industrie car Harken n'avait aucune expérience préalable en dehors des États-Unis ou d'un forage au large des côtes.